# Raymond Jarlaud
Raymond Jarlaud, né le 23 août 1902 à Semezanges, en Côte-d'Or et mort le 20 octobre 1972 à Saint-Chamassy en Dordogne, est un ingénieur aéronautique français, concepteur de planeurs avant, pendant et après la Seconde Guerre mondiale.

## Distinctions
- Chevalier de la Légion d'honneur